# Вільгельм Урах
Герцог Вільгельм Карл Флорестан Геро Кресцентіус фон Урах, граф фон Вюртемберг, (нім. Wilhelm Karl Florestan Gero Crescentius Herzog von Urach,  Graf von Württemberg, лит. Vilhelmas Urachas, лит. Mindaugas II; 30 березня 1864, Монако — 24 березня 1928, Рапалло, Італія) — німецький принц з роду фон Урах Вюртемберзького дому, король Литовського королівства під іменем Міндаугаса або Міндовга II.

## Родовід
| Родовід Короля Литви Міндовга II |
| - Альґімонт, Великий князь Литовський - Рінґольд, Великий князь Литовський - Міндовг I, Король Литви - Довспрунк, Великий князь Литовський - Пукувер, Король Литви - Витень, Король литовців і многих русинів - Гедимін, Король литовців і русинів - Євнут, Великий князь Литовський - Ольгерд, Великий князь Литовський, Руський, Жемайтійський - Ягайло, Великий князь Литовський, Руський, Жемайтійський - Казимир, Великий князь Литовський, Руський, Жемайтійський - Александер, Великий князь Литовський, Руський, Жемайтійський - Сигізмунд I, Великий князь Литовський, Руський, Жемайтійський - Сигізмунд II, Великий князь Литовський, Руський, Жемайтійський - Анна І, Велика княгиня Литовська, Руська, Жемайтійська - Катерина, Королева Швеції - Сигізмунд III, Великий князь Литовський, Руський, Жемайтійський - Владислав, Великий князь Литовський, Руський, Жемайтійський - Іоанн, Великий князь Литовський, Руський, Жемайтійський - Анна Ягеллонка, Принцеса Польщі - Софія Померанська, Королева Данії, Королева Норвегії - Єлизавета Данська, Принцеса Данії, Принцеса Норвегії - Софія Мекленбург-Ґюстровська, Королева Данії, Королева Норвегії - Анна Данська, Королева Шотландії, Королева Англії - Єлизавета Стюарт, Королева Богемії - Софія Ганноверська, Принцеса Шотландії, Принцеса Англії - Софія Шарлотта Ганноверська, Королева в Пруссії - Фрідріх-Вільгельм I, Король в Пруссії - Софія Доротея Марія Прусська, Принцеса в Пруссії - Фредеріка Бранденбург-Шведтська, Герцогиня Вюртембергу - Вільгельм Фредерік, Герцог Вюртембергу - Вільгельм, Герцог фон Урах - Міндовг ІІ, Король Литви - Свидригайло, Великий князь Литовський, Руський, Жемайтійський - Кейстут, Великий князь Литовський, Руський, Жемайтійський - Вітовт, Король Литви - Сигізмунд, Великий князь Литовський, Руський, Жемайтійський |

## Дитинство
Принц Вільгельм Карл Флорестан фон Урах, граф фон Вюртемберг був старшим сином першого герцога Урахського Вільгельма та його другої дружини принцеси Флорестини з Монако.
Вільгельм народився в Монако. В 4 роки успадкував від батька герцогство Урах. З дитинства майбутній литовський король був спадкоємцем трону герцогства Монако. У 1913 році він стає одним з претендентів на трон Албанії. Крім того, монаршими колами Німеччини вважався претендентом на трон Лотарингії.

## Боротьба за трон Монако
Оскільки у дядька Вільгельма по материнській лінії, монегаського князя Луї ІІ, не було законно народжених дітей, то саме Вільгельм мав успадкувати трон Монако. У роки Першої світової війни питання спадкування трону Монако особливо турбувало Францію, яка не хотіла бачити його правителем підданого Німеччини. При французькій дипломатичній підтримці Луї ІІ визнав спадкоємницею свою позашлюбну доньку Шарлоту, що була у шлюбі за французьким аристократом. Вільгельм намагався протестувати проти цього, однак безуспішно.
Потомки Вільгельма і досі вважають правителів Монако узурпаторами.

## Служба в армії та участь у війні
У 1890-і роки поступає на службу у вюртемберзьку армію. В роки Першої світової війни бере на себе командування 26-ю дивізією. З листопада 1914 року бере участь у німецькому наступі на Францію та Бельгію. У грудні 1914 переводиться на Східний фронт та бере участь у боях на теренах Польщі. У жовтні-листопаді 1915 року бере участь у Сербській кампанії Першої світової війни.

## Король Литви
16 лютого 1918 року Литва була проголошена незалежною державою. 11 липня 1918 року прийнято резолюцію, що встановила в Литві конституційну монархію.
На престол вирішено було запросити Вільгельма. Одним з критеріїв відбору майбутніх монархів була умова — претендент мав бути католиком. Вільгельм прийняв пропозицію і переїхав з родиною у Вільнюс та почав вивчати литовоську мову.
Тронне ім'я короля було Міндовгас (Міндовг ІІ). Фактом обрання представника Гогенцолернів були не дуже задоволені представники окупаційної адміністрації, що панувала в той час в Німеччині. Після тривалих суперечок Вільгельм був відсторонений литовським предпарламентом, а монархія була скасована.

## Нагороди

### Австро-Угорщина
- Королівський угорський орден Святого Стефана, великий хрест (1891)
- Хрест «За військові заслуги» (Австро-Угорщина) 2-го класу з військовою відзнакою (3 березня 1916)

### Королівство Баварія
- Золота ювілейна медаль
- Орден Святого Губерта (1892)
- Золота медаль принца-регента Луїтпольда
- Орден «За заслуги» (Баварія) 1-го класу з короною і мечами (25 серпня 1918)

### Королівство Вюртемберг
- Орден Вюртемберзької корони, великий хрест з мечами (5 липня 1915)
- Орден Фрідріха (Вюртемберг), великий хрест з мечами (5 вересня 1916)
- Хрест Вільгельма з короною і мечами (5 жовтня 1916)
- Орден «За військові заслуги» (Вюртемберг), командорський хрест (20 лютого 1918)

### Королівство Пруссія
- Орден Чорного орла
- Орден Червоного орла, великий хрест з дубовим листям (22 жовтня 1915)
- Князівський орден дому Гогенцоллернів, почесний хрест 1-го класу з мечами (6 вересня 1917)

### Османська імперія
- Орден «Османіє» 1-го ступеня
- Золота медаль «Імтияз» (25 серпня 1918)

### Королівство Саксонія
- Орден Рутової корони
- Орден Альберта (Саксонія), великий хрест з мечами (4 травня 1916)

### Інші країни
- Орден Данеброг, великий хрест (Данія; 10 червня 1903)
- Орден Вендської корони, великий хрест з короною в руді (Мекленбург)
- Орден Білого Сокола, великий хрест (Велике герцогство Саксен-Веймар-Ейзенахське)
- Орден Святого Карла (Монако), великий хрест
- Лицар честі і вірності (Мальтійський орден)
- Орден «За військові заслуги» (Болгарія), великий хрест з військовою відзнакою (4 травня 1918)

## Цікаві факти
В 2012 році монархічні кола Литви визнали правнука Міндаугаса II, Ініго фон Ураха, легітимним спадкоємцем литовського королівського дому.